# Ballade nr. 2 (Chopin)
De Ballade nr. 2 in F majeur, op. 38 is een compositie van Frédéric Chopin. Chopin schreef het werk tussen 1836 en 1839 in het Franse Nohant-Vic en op het Spaanse eiland Majorca. Hij droeg het werk op aan Robert Schumann.
Het werk werd aanvankelijk door zowel muziekcritici als pianisten afgekraakt, omdat het minder diepgaand en verfijnd zou zijn dan de eerste ballade.

## Luistervoorbeeld
- Bibliothèque nationale de France: cb14806063f (data)
- Gemeinsame Normdatei: 300036779
- Library of Congress Control Number: no97075730
- MusicBrainz work: 30775d65-4977-3836-ad29-c5f2acab2c39
- Nationale Bibliotheek van Israël: 987007432218305171
- Virtual International Authority File: 186105267